# جيفري إيفانز
جيفري إيفانز (بالإنجليزية: Jeffrey Evans)‏ مواليد 13 مايو 1948 في السويد، هو سمسار شحن بحري إنجليزي يشغل في الوقت الحالي منصب عمدة مدينة لندن. تم انتخابه كعضو مجلس محلي في سنة 2007. خدم كشريف في 2013-2013 وهو عضو في مجلس اللوردات.

## السيرة الذاتية
هو الابن الأصغر لريتشارد بارون ماونت إيفانز الثاني، حصل على اللقب بعد وفاة أخيه الأكبر بروك بارون ماونت إيفانز الثالث في سنة 2014.
تلقى تعليمه في كلية بنغبورن قبل أن يذهب إلى كلية بيمبروك وهي إحدى كليات جامعة كامبريدج حيث درس الاقتصاد وحصل على شهادة جامعية.
هو المدير التنفيذي لتأجير سفن الغاز في شركة كلاركسونز التي تقدم خدمات الشحن وعضو في بورصة البلطيق.

### العائلة
في سنة 1972 تزوج من جولييت نيي ويلسون، ابنة جون ويلسون، ويعيش في حي كنسينغتون في لندن. لديه ولدان: ألكسندر إيفانز (مواليد 1975)، وهو وريث واضح للقب العائلة، والآخر هو جوليان إيفانز (ولد في 1977).